# West Hants (municipal district)
West Hants, Municipality of the District of West Hants – jednostka samorządowa (municipal district) w kanadyjskiej prowincji Nowa Szkocja powstała 17 kwietnia 1879 na bazie utworzonego w 1861 w hrabstwie Hants dystryktu, rozwiązana w wyniku utworzenia 1 kwietnia 2020 regional municipality West Hants, jednostka podziału statystycznego (census subdivision). Według spisu powszechnego z 2016 obszar municipal district to: 1244,09 km², a zamieszkiwało wówczas ten obszar 15 368 osób.